# Зюндерт
Зюндерт (на нидерландски: Zundert е град и община в провинция Северен Брабант, Източна Нидерландия.

## География
Зюндерт е град в провинция Северен Брабант. Населението му е 20 831 жители по данни от преброяването през 2007 г. Градът е заобиколен от селски район с красиви природни зони, една от тях е Buissche Heide, прекрасна горска пустош с уникални възможности за отдих и спорт.

## История
Зюндерт възниква през Средновековието. Името се среща за първи път в документ от 1157, в който епископът на Лиеж потвърждава дарение в местността Sunderda.

## Икономика
Зюндерт е център на една от най-развитите земеделски общини на Нидерландия. 10% от всички разсадници за посадъчен материал в Нидерландия са в района на Зюндерт. Развито е производството на зеленчуци, цветя, ягоди и фиданки.

## Личности
Родени
- Винсент ван Гог (1853-1890)